# La Sierra, Oaxaca
La Sierra är en ort i Mexiko.   Den ligger i kommunen San Miguel Coatlán och delstaten Oaxaca, i den sydöstra delen av landet, 400 km sydost om huvudstaden Mexico City. La Sierra ligger 2 227 meter över havet och antalet invånare är 243.
Terrängen runt La Sierra är kuperad norrut, men söderut är den bergig. Runt La Sierra är det glesbefolkat, med 18 invånare per kvadratkilometer. Närmaste större samhälle är Miahuatlán de Porfirio Díaz, 16,4 km nordost om La Sierra. I omgivningarna runt La Sierra växer huvudsakligen savannskog.